# BRAIN DOCK
BRAIN DOCK（ブレインドック、1996年12月 - 2002年12月）は、かつて存在したゲームクリエイターチーム。代表ゲーム作品に、現在もゲーム業界での評価が高い作品『せがれいじり』がある。

## 作品

### コンピュータゲーム
- せがれいじりシリーズ
  - せがれいじり（1999年、エニックス、PlayStation） - ゲーム企画仕様・さくぶんネタ・ちびゲーム制作
  - 続せがれいじり～変珍たませがれ～（2002年、エニックス、PlayStation 2） - ゲーム企画仕様・さくぶんネタ・ちびゲーム制作
- ケロケロキング（2000年、メディアファクトリー、PlayStation） - PocketStation専用ゲーム制作
- コマンドマスター（2000年、エニックス、ゲームボーイカラー） - 原作・ゲーム企画仕様・演出
- バトル丼～食いしん坊対戦（2001年、エニックス、ウェブブラウザ） - 原作・ゲーム企画仕様・プログラム・演出